# Shingaku
Le shingaku (心学, littéralement « étude du cœur ») est un mouvement religieux japonais particulièrement influent pendant la période Tokugawa, fondé par Ishida Baigan et plus tard développé par Teshima Toan. 
Le shingaku se caractérise par une origine néo-confucéenne qui intègre des principes du bouddhisme zen. Il a été supposé que le shingaku est l'un des fondements culturels de l'industrialisation du Japon. (Sawada, 1993 ; Bellah, 1957)

## Sources
- Janine Anderson Sawada, Confucian Values and Popular Zen: Sekimon Shingaku in Eighteenth-Century Japan. Honolulu: The University of Hawaii. Press, 1993.  (ISBN 0-8248-1414-2). from [PDF]
- speech in honor of the 250th anniversary of the Founding of Shingaku
- Robert N. Bellah, Tokugawa Religion: The Values of Pre-Industrial Japan, 1957

## Référence
- (en) Cet article est partiellement ou en totalité issu de l’article de Wikipédia en anglais intitulé « Shingaku » (voir la liste des auteurs).